# 성목귀비 손씨
성목귀비 손씨(중국어: 成穆貴妃 孫氏, 1343년 - 1374년)는 명 태조 주원장의 후궁이다. 손씨는 진주 출신으로, 아버지는 손화경, 양아버지는 마세웅, 어머니는 조씨이다. 친오빠로는 손영, 손번이 있다. 손씨는 주원장과의 사이에서 임안공주, 회경공주 등 요절한 자녀를 포함 4녀를 낳았다.

## 생애
손씨의 아버지 손화경은 원나라에서 벼슬을 지내고, 온 가족이 진주에서 상주로 옮겼다. 손씨의 부모는 원나라 말기의 전란으로 죽었고, 큰오빠 손영은 재간이 있어, 집을 떠나 먼 길을 떠나 오랫동안 돌아오지 않았다. 손씨는 13세 때, 작은오빠 손번을 따라 강도에서 전고를 만들거나, 양주에서 전란을 피했다가, 원수 마세웅에게 양녀가 되었다. 손씨는 18세 때 미모가 뛰어나, 홍건군에 남아있던 주원장에 의해 첩실이 되었다. 주원장은 즉위하여 명나라를 건국한 후, 손씨를 귀비로 책봉하여, 후궁의 제일 높은 지위에 올렸다.
귀비 손씨는 부모가 모두 죽고, 오빠들의 생사도 모르는 것을 슬퍼하여 주원장에게 오빠를 찾아달라고 요청했고, 주원장은 사람을 시켜 한참 뒤에야 손영을 찾았고, 주원장은 손영에게 참성의 벼슬을 내렸다. 손씨는 미모 외에도 예법에 능하고 행동 규범에 능하여 마황후를 도와 후궁을 관리하였다. 당시 마황후는 자선적으로 후궁을 관리하였고, 손씨는 법제로 마황후를 도와 "고후 (마황후)는 자애로, 비(손씨)는 법으로 모두 상제하여 다스렸다"고 한다. 이 때문에, 마황후는 주원장에게 손씨를 희대의 현녀로 치켜세우기도 했다.
손씨는 홍무 7년 (1374년) 9월에 사망하였고, 시호는 성목(成穆)가 내려져, 성목귀비로 불리게 되었고, 향년 32세였다. 주원장은 손씨의 죽음을 상당히 애도하였고, 손씨는 아들이 없었기 때문에, 주원장은 주왕 주숙을 손씨의 양아들로 명하여, 주숙에게 손씨의 장례 기간 3년 동안 복상하게 하였고, 황태자와 여러 황자도 복상하게 하였다. 주원장은 또 유신에게 《효자록》을 짓도록 명령하였다. 이때부터 서자는 생모를 위해 3년간 복상하는 것 외에 다른 아들들도 서모를 위해 복상한다는 예가 생겼다. 손씨는 조양문의 저강지원에 묻혔다가, 효릉으로 이장되었다. 손씨가 죽자 주원장은 손영전에게 300석을 내려, 매년 공양하였다.

## 참고 문헌
- 《승조동사습유기(勝朝彤史拾遺記)》
- 《명사(明史)》